# Comunidad Organizada
Comunidad Organizada, abreviado como CO es un partido político argentino de ámbito provincial, funcional en la provincia de La Pampa, encabezado por el exministro de Seguridad provincial Juan Carlos Tierno. Compitió en las elecciones provinciales pampeanas de 2011 como una alianza entre los partidos Pueblo Nuevo (PN) y Propuesta Republicana (PRO), de los cuales posteriormente se desmarcó, y obtuvo su registro como formación política separada el 15 de diciembre de 2014. Presentó la candidatura a gobernador de Tierno en las elecciones provinciales de 2019, ubicándose en el tercer puesto con el 7,19% de los votos, e ingresando a su vez a la Cámara de Diputados provinciales con 2 de las 30 bancas, ocupadas por Sandra Fabiana Fonseca y Juan Pedro Brindesi. El presidente del Partido es Juan Carlos Tierno.
Ideológicamente se encuentra ligado al peronismo federal, y su nombre proviene de la idea de democracia participativa denominada «comunidad organizada» e ideada por Juan Domingo Perón, y tiene un discurso que generalmente critica la política tradicional, rechazando la idea de un «pacto político» en favor de un «pacto ciudadano», buscando que los municipios y las comunidades locales tengan más trascendencia en la política provincial. La mayoría de sus miembros han rechazado públicamente la despenalización del aborto en Argentina, y apoya una aplicación más dura de las leyes en contra de la venta de drogas.

## Resultados electorales

### Gobernador
| Año  | Fórmula            | Fórmula              | Votos  | %     | Resultado |
| Año  | Gobernador         | Vicegobernador       | Votos  | %     | Resultado |
| ---- | ------------------ | -------------------- | ------ | ----- | --------- |
| 2011 | Juan Carlos Tierno | José Edreira         | 26.954 | 15,14 | Electo    |
| 2019 | Juan Carlos Tierno | Fernando Gauna Rubio | 14.686 | 7,19  | Electo    |
| 2023 | Juan Carlos Tierno | Viviana Winschel     | 13.907 | 6,82  | Electo    |

### Legislatura de La Pampa
| Año  | Votos  | %     | Obtenidas |
| ---- | ------ | ----- | --------- |
| 2011 | 20.095 | 11,71 | 4/30      |
| 2019 | 12.711 | 6,32  | 2/30      |
| 2023 | 12.816 | 6,28  | 2/30      |